# Ramón Reichert

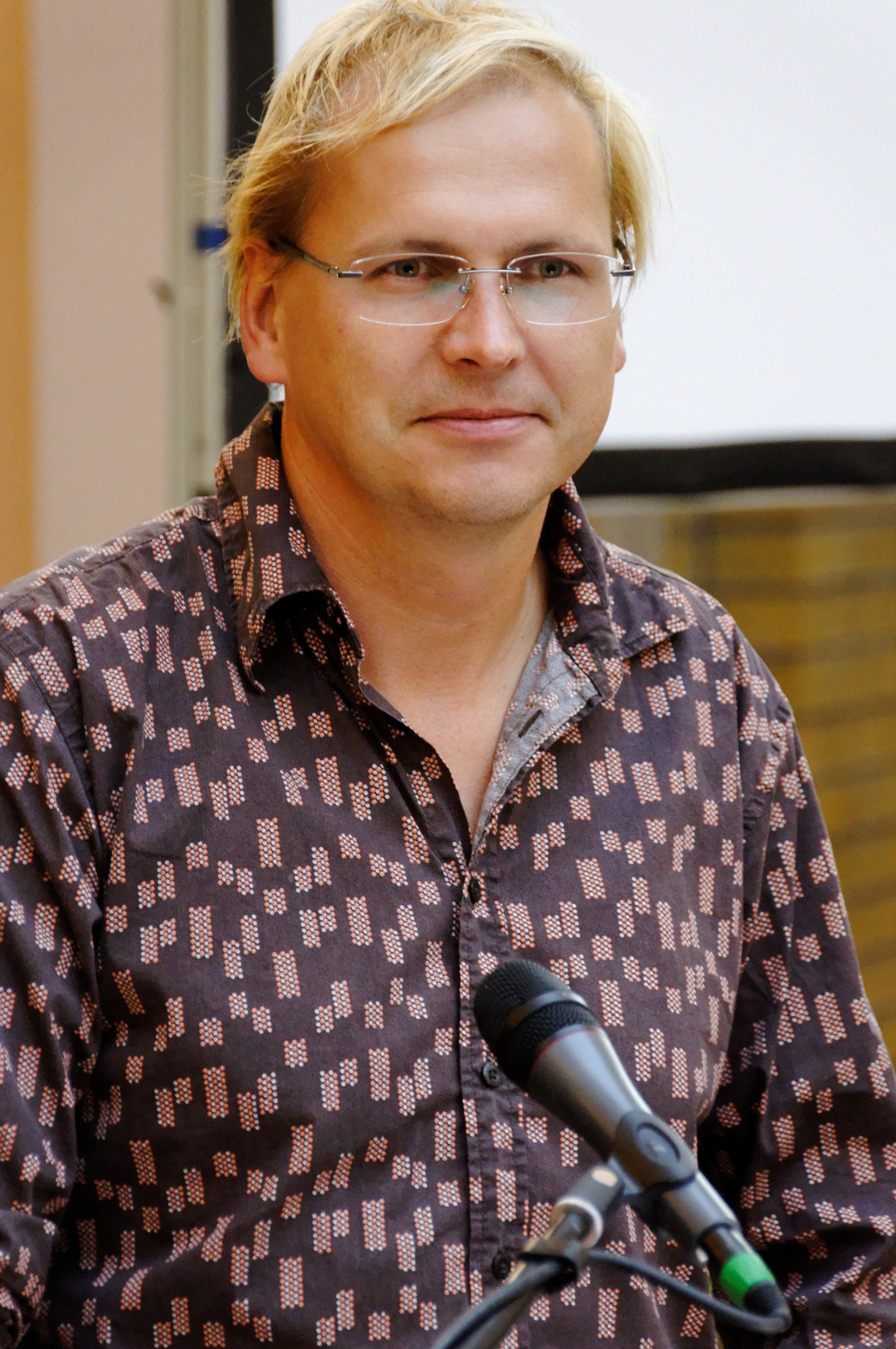
Ramón Reichert während eines Vortrags (2010)

Ramón Reichert (* 1966 in Graz) ist ein österreichischer Kultur- und Medientheoretiker.

## Leben
Nach dem Studium der Philosophie, Kultur- und Medienwissenschaft in Berlin, London und Wien promovierte er an der Universität Wien. Er war von 2003 bis 2009 Assistent am Institut für Medientheorie der Kunstuniversität Linz. 2005 erhielt er den Theodor-Körner-Förderungspreis für sein Forschungsprojekt „Medienkulturen des Lebens. Biopolitik im 19. und 20. Jahrhundert“. 2006–2009 war er Key Research am Institut Europäische Geschichte und Öffentlichkeit der Ludwig Boltzmann Gesellschaft in Wien und 2006/07 Kurator des Siemens Arts Programm. 2008 erfolgte die Habilitation im Fachbereich Medientheorie und Medienwissenschaft an der Universität für künstlerische und industrielle Gestaltung Linz. 2008/09 war er Research Fellow am Internationalen Forschungszentrum Kulturwissenschaften (IFK) in Wien.  Von 2009 bis 2013 war er Gastprofessor für Film- und Medienwissenschaft am Institut für Theater-, Film- und Medienwissenschaft der Universität Wien. Seit 2014 ist er Chefredakteur der Zeitschrift Digital Culture & Society (peer-reviewed). Im selben Jahr übernahm er die Leitung zweier Studiengänge an der Donau-Universität Krems zu „Data Studies“ und „Cross Media“. Zusätzlich unterrichtet er am Mozarteum in Salzburg, an der Universität für angewandte Kunst Wien und an der Fachhochschule Joanneum.
Reicherts Forschungen zur Mediengeschichte und -theorie und zur Analyse kulturell-gesellschaftlicher Prozesse beschäftigen sich mit medienübergreifenden Fragestellungen und sind auf die interdisziplinäre Zusammenarbeit mit kunst- und kulturwissenschaftlichen Forschungsbereichen ausgerichtet. Dabei schließt er wissens- und kulturgeschichtliche Reflexionen an machtanalytische, populär- und medienkulturelle, wissenschaftsgeschichtliche und genderpolitische Fragestellungen an. Seine Forschungsschwerpunkte sind die Geschichte und Theorie bilddokumentarischer Medien, Mediengeschichte als Diskursgeschichte, Erzähltheorie, Medienarchäologie und Visuelle Kultur.

## Schriften
- Der Diskurs der Seuche. Sozialpathologien 1700-1900, München: Fink 1997.
- Effizienzfieber. Zur Rationalisierung der Alltagskultur, Wien 1998 (Hg., Selbstverlag)
- Schöne neue Arbeit. Ästhetik, Politische Ökonomie und Kino, Wien 2000 (Hg., Selbstverlag)
- Die Konstitution der sozialen Welt. Zur Epistemologie und Erkenntniskritik der Human-, Sozial- und Kulturwissenschaften, Frankfurt a. M./New York: Lang 2003.
- Governmentality Studies. Analysen liberal-demokratischer Gesellschaften im Anschluss an Michel Foucault, Hamburg: Lit 2004.
- Kulturfilm im „Dritten Reich“, Wien: Synema 2005 (Hg.)
- Reader Neue Medien, Bielefeld: transcript 2006 (Hg., gemeinsam mit Karin Bruns, Inhalt und Leseprobe)
- Im Kino der Humanwissenschaften. Studien zur Medialisierung wissenschaftlichen Wissens, Bielefeld: transcript 2007 (Abstract)
- Amateure im Netz. Selbstmanagement und Wissenstechnik im Web 2.0, Bielefeld: transcript 2008.
- Das Wissen der Börse. Medien und Praktiken des Finanzmarktes, Bielefeld: transcript 2009.
- Theorien des Comics: ein Reader, Transcript-Verlag, Bielefeld 2011, (Hg. gemeinsam mit Barbara Eder, Elisabeth Klar und Martina Rosenthal), ISBN 978-3-8376-1147-2
- Die Macht der Vielen. Über den neuen Kult der digitalen Vernetzung, Bielefeld: transcript 2013.
- Big Data: Analysen zum digitalen Wandel von Wissen, Macht und Ökonomie, Bielefeld: transcript 2014, (Hg.) ISBN 978-3-837-62592-9.